# Fausto Biloslavo
Fausto Biloslavo (Trieste, 13 novembre 1961) è un giornalista italiano.

## Biografia
Si diploma all'Istituto nautico di Trieste, poi s'iscrive alla locale università, dove consegue la laurea in scienze politiche.
Agli inizi degli anni ottanta sceglie la strada del giornalismo, dopo avere militato, a 17 anni, e per un breve periodo, nel Fronte della Gioventù di Trieste.
Nel 1982 segue la guerra del Libano come fotografo freelance.. Un anno dopo, insieme ai colleghi Almerigo Grilz e Gian Micalessin, due giornalisti anche loro vicini alla destra triestina, fonda l'Albatross Press Agency, agenzia di stampa che collaborò con Panorama ed il TG1, Avvenire, L'Europeo, Gazzetta Ticinese ed il Sunday Times, realizzando servizi in aree del mondo interessate da eventi bellici, di guerriglia o rivoluzionari.
Nel 1987, nel contesto dell'intervento militare sovietico, viene arrestato in Afghanistan dalle truppe governative filo-sovietiche, alla fine di un lungo reportage con i mujaheddin del comandante Aḥmad Shāh Masʿūd. Rimane in carcere per sette mesi, riuscendo a rientrare in Italia solo grazie all'intervento diretto del presidente della Repubblica Francesco Cossiga.
All'inizio degli anni novanta è inviato in Jugoslavia, dove segue gli eventi in corso che porteranno alla secessione di Slovenia, Croazia, Bosnia e Kosovo.
Sempre negli anni novanta Biloslavo si è occupato più volte anche dei massacri delle foibe pubblicando diversi articoli su il Giornale Nuovo, su Il Borghese ed Epoca. 
Prima di affrontare l'assedio di Sarajevo conosce Cinzia, triestina, divenuta poi sua compagna di vita. Nel 1997 si reca nella Cecenia sconvolta dalla prima guerra, dove contribuisce alla liberazione del fotografo Mauro Galligani, rapito da una banda locale. 
Nel 1999 si sposa con Cinzia. Dall'unione nasce la figlia Beatrice. Con la sua famiglia vive a Trieste, città dove torna sempre alla fine di ogni servizio.
Nel 2001 è uno dei primi giornalisti ad entrare a Kabul al seguito delle truppe occupanti statunitensi e nel 2003 segue le truppe anglo-americane nell'invasione dell'Iraq fino alla caduta del regime di Saddam Hussein. Nel 2011 è l'ultimo giornalista italiano ad intervistare il colonnello Gheddafi prima dell'aggressione della NATO contro la sua nazione e del suo conseguente assassinio..
Fausto Biloslavo lavora per il Giornale e collabora con varie testate come Panorama, TG5, Studio Aperto, TGcom24, Sky TG24. Dal 2013 Biloslavo ha partecipato alla fondazione del sito di crowdfunding  "Gli Occhi della Guerra".
Nella sua carriera ha collaborato inoltre con NBC, CBS, Norddeutscher Rundfunk, TS, Time, Life, L'Express, Insight, Rai, Canale 5, Italia 1, Rete 4, Corriere del Ticino e altre testate minori.
Assieme a Bobomatto, Biloslavo è stato il primo italiano ad aver girato un reportage come giornalista aggregato all'esercito afgano, risiedendo nella base militare afgana di Camp Zafar, sede operativa del 207º corpo d'armata.
Nel 2022, è il corrispondente del TGcom24 a Kiev nel contesto dell'invasione russa dell'Ucraina.

## Questioni controverse
Il 1º luglio 1981 viene arrestato insieme a Gilberto Paris Lippi e ad Antonio Azzano per ordine della magistratura di Bologna con l'accusa di falsa testimonianza nel contesto delle indagini sull'attentato alla stazione di Bologna. Dopo due settimane di detenzione viene scarcerato e poi prosciolto.
Biloslavo non è stato mai imputato nel processo per la strage. Successivamente è emerso che gli arresti facevano parte di un tentativo di depistaggio messo in atto da una frangia deviata del SISMI, che suggerì l'esistenza di una “pista libanese”: un ipotetico collegamento fra le attività di estremisti italiani e triestini presenti in Libano nel 1980 e la preparazione della strage. La corte di assise di Bologna ha riconosciuto la totale falsità della “pista libanese” nella sentenza per la strage di Bologna dell'11 luglio 1988.
Nel 1993 pubblica su L'Indipendente di Milano un reportage dalla Dalmazia rivelando "la missiva di un generale italiano [...] da poco in pensione [che] consigliava ai serbi come conquistare la città di Zara", e che "in Krajina un ex mercenario serbo stava addestrando la brigata Garibaldi composta da uno sparuto gruppo di italiani" nati in Croazia. Il Piccolo di Trieste, con un articolo firmato da Paolo Rumiz, smentisce la notizia scrivendo di "bombe", complotti e disinformazione per "tirare l'Italia nella trappola balcanica" accusando direttamente Biloslavo, L'Indipendente, giornalisti e politici (dall'ex senatore Arduino Agnelli all'ex sindaco di Trieste Giulio Staffieri). Biloslavo querela Il Piccolo; nel 1997 la ritira solo in cambio della pubblicazione di un suo articolo in prima pagina ove illustra la propria versione dei fatti.

## Opere
- Prigioniero in Afghanistan, Milano, SugarCo, 1989, SBN CFI0202013.
- Le lacrime di Allah: vent'anni di guerra in Afghanistan, Milano, Mondadori, 2002, SBN RAV1113504.
- Fausto Biloslavo, Gian Micalessin e Almerigo Grilz, Gli occhi della guerra, Emme&Emme, 2007, ISBN 88-901882-3-5.[7]
- Fausto Biloslavo et al., I conflitti latenti, Roma, CEMISS, 2011, SBN TSA1338539.
- Fausto Biloslavo e Paolo Quercia, Il tesoro dei pirati: sequestri, riscatti, riciclaggio: la dimensione economica della pirateria somala, collana Supplemento alla Rivista marittima, Roma, Rivista marittima, 2013, SBN LO11481008.
- Fausto Biloslavo e Riccardo Pelliccetti, I nostri marò: 2012-2013: odissea in India, collana Supplemento a Il Giornale, 2013, SBN PUV1361621.
- Fausto Biloslavo e Gian Micalessin, Guerra guerra guerra, Milano, Il Giornale, 2018, SBN BVE0846565.